# Synidotea worliensis
Synidotea worliensis là một loài chân đều trong họ Idoteidae. Loài này được Joshi & Bal miêu tả khoa học năm 1959.